# André Renoux
Pour les articles homonymes, voir Renoux.
André Renoux, né le 7 mai 1939 à Oran (Algérie) et mort à Villejuif le 13 janvier 2002, est un artiste peintre, graveur et lithographe français.
Il a vécu et travaillé à Paris pendant plus de quarante ans. Ses œuvres représentent en majorité Paris mais également Londres, Venise, New York, Boston et San Francisco ; il a peint les rues, les magasins, les cafés, les cours, les vieilles façades qui disparaissent et les intérieurs de restaurants.

## Biographie
Son père est viticulteur. En 1945, sa famille originaire de Provence quitte l'Algérie pour s'installer dans le sud de la France.
André Renoux suit des études aux Arts Décoratifs de Nice puis à l'École Supérieure des Arts Modernes à Paris.
En 1964, il se marie avec Hélène Bardi rencontrée aux Arts Décoratifs avec qui il aura trois filles.
André Renoux fait ses premières expositions à Paris et expose ensuite à Beyrouth (Liban), Rome (Italie), New York City (U.S.A.), Aubonne (Suisse), Fort Lauderdale (U.S.A.), Marly-le-Roi, Kwaremont (Belgique), Manoir du Mad à Metz, Cologne (Allemagne), Cannes, Minneapolis (U.S.A.), Palm Beach (U.S.A.), Berne (Suisse), Nîmes, Genève (Suisse), Scottsdale (U.S.A.), Milan (Italie), Sidney (Australie), Chicago (U.S.A.), Nouvelle Orléans (U.S.A.), Boston (U.S.A.), Miami (U.S.A.).
André Renoux meurt le 13 janvier 2002 à Villejuif.

## Hommage
En octobre 2010, la ville de Paris lui rend hommage en exposant une partie de ses œuvres au musée Carnavalet.